# クライアント・リスト ザ・ムービー
『クライアント・リスト ザ・ムービー』（The Client List）は、エリック・ラニューヴィル監督、ジェニファー・ラブ・ヒューイット主演によるテレビ映画である。ライフタイムで2010年7月19日に初放送された。2004年にテキサス州オデッサで起こった売春スキャンダルを基にしている。

## あらすじ
元テキサス州の美人コンテスト優勝者のサム（ジェニファー・ラブ・ヒューイット）は、夫が怪我で働けなくなったため、3人の子供たちを養い、崩壊寸前の家計を支えなければならなかった。
必死に仕事を探した末、彼女はマッサージパーラーでの仕事を見つけるが、その店は特別な顧客たちに性的サービスを行うことを知る。
当初は拒否するが、選択肢のない彼女は結局そこで働くことを決意し、友人や夫に真実を隠して二重生活を始める。

## キャスト
- ジェニファー・ラブ・ヒューイット - サム・ホートン
- テディ・シアーズ - レックス・ホートン
- ソニヤ・ベネット（英語版） - ディー
- リンダ・ボイド - ジャッキー
- チェラー・ホースダル - ドリーン
- ヘザー・ドークセン（英語版） - ターニャ
- ケイシー・ロール - エマ
- キャンディス・マクルーア（英語版） - ローラ
- シビル・シェパード - キャシー

## 評価
初放送時には390万人の視聴者を獲得し、18-49歳層の女性視聴者数は同日夜で最高であった。
第68回ゴールデングローブ賞ではジェニファー・ラブ・ヒューイットが主演女優賞（テレビ映画・ミニシリーズ部門）にノミネートされた。

## ビデオ発売
北アメリカでは2011年1月にDVDが発売された。
日本では2013年12月25日にアミューズソフトエンタテインメントよりDVDが発売される。

## テレビドラマ版
2011年8月10日、ライフタイムは映画を基としたテレビシリーズの製作を発表した。主演・製作総指揮は引き続いてヒューイットが務めるが、映画版からは設定が再構成されており、ストーリーも無関係となっている。2012年4月8日に放送が始まり、2013年にシーズン2が放送された（最終回は同年6月16日）。
しかし、ヒューイットはシーズン3で彼女のキャラクターが産む子供の父親を実生活での彼女の婚約者でもあるブライアン・ハリセイが演じるキャラクターにしようと考えていたが、番組の脚本家側はコリン・エッグレスフィールドを望んだ事から、ライフタイムは同年10月時点でも更新を保留していた。結局、双方の意見の食い違いを受け、同年11月1日に番組は全2シーズン25話を以て打ち切られる事が公式発表された。